# Rally Playa de Aro
El Rally Playa de Aro, oficialmente Rallye Platja d'Aro fue una prueba de rally organizada por el RACC en Gerona que formó parte del Campeonato de España de Rally y el Campeonato de Cataluña en sus dos únicas ediciones. 
Años después en 2013, la empresa Classics Rent Services empezó a organizar una prueba de históricos bajo el nombre Rallye Platja d’aro Historic.

## Historia
En 1986 RACC que venía de organizar el Rally de Girona desde los años 1970 dejó de hacerlo y en su lugar organizó el Playa de Aro durante dos años. La primera edición se celebró entre el 10 y el 12 de abril de 1987 siendo la segunda cita del calendario nacional. Salvador Servià que venía de ganar el Rally Costa Brava, se impuso con su Volkswagen Golf II GTi 16V. Josep Bassas fue segundo con el BMW 325i E30 y Borja Moratal tercero con el Peugeot 205 GTI. Carlos Sainz que tendría ese año una dura lucha con Serviá por el campeonato, sufrió un golpe días antes de la prueba con el coche del piloto Jesús Saiz que dejó maltrecho su Ford Sierra RS Cosworth, por lo que tuvo que echar mano del muleto pero no aguantó y en el primer tramo quemó la junta de la culata.
La segunda edición se disputó entre el 9 y el 10 de abril con un recorrido de 249,30 km cronometrados siendo la tercera cita del campeonato. Carlos Sainz que lideraba el certamen con un segundo puesto en el Cataluña y una victoria en el Sierra Morena participó en Gerona enfermo, pero pudo imponerse con su Ford Sierra ante el Lancia Delta HF 4WD de Servià por más de dos minutos. Josep Bassas que terminaría ese año subcampeón, completó el podio de nuevo con el BMW M3. Sainz no celebró la victoria debido a un accidente mortal donde falleció el piloto José María Hernández Pedroche que participaba con un Renault 5 Gt Turbo.

## Palmarés
| Año  | Edición                 | Piloto          | Copiloto      | Vehículo                   | Series |
| ---- | ----------------------- | --------------- | ------------- | -------------------------- | ------ |
| 1987 | 1.º Rallye Platja d'Aro | Salvador Servià | Jordi Sabater | Volkswagen Golf II GTi 16V | España |
| 1988 | 2.º Rallye Platja d'Aro | Carlos Sainz    | Luis Moya     | Ford Sierra RS Cosworth    | España |